# Ancillista muscae
Ancillista muscae is een slakkensoort uit de familie van de Olividae. De wetenschappelijke naam van de soort is voor het eerst geldig gepubliceerd in 1926 door Pilsbry.